# Bob Cooper
Bob Cooper (Pittsburgo, 6 de Dezembro de 1925 - Hollywood, 5 de Agosto de 1993), foi um oboísta e saxofonista tenor, norte-americano, de jazz. O seu estilo enquadra-se na corrente da West Coast Jazz, hard bop e cool jazz. Foi casado com a cantora de jazz June Christy.